# 員崠子
員崠子，原寫為員崠仔，是台灣新竹縣竹東鎮的一個傳統地域名稱，位於該鎮中部偏南。相較於今日行政區，其範圍大致包括員崠里、軟橋里。

## 歷史
台灣清治末期至日治前期，員崠子地區為一街庄，稱為「員崠仔庄」，隸屬於竹北一堡。該庄北與上公館庄為鄰，東北與下公館庄為鄰，東與田藔坑庄為鄰，南邊為燥樹排庄，西邊為大湖庄。
1901年（日治明治三十四年）11月，全台設二十廳，該庄隸屬於新竹廳。1909年（明治四十二年）10月，合併二十廳為十二廳，該庄隸屬不變。1920年（大正九年），廢十二廳改設五州二廳，該庄改制並雅化為「員崠子」大字，隸屬於新竹州竹東郡竹東街，大字下有「員崠子」、「軟橋」小字名。
戰後竹東街改制為竹東鎮，隸屬於新竹縣，大字亦改制為里。1950年桃、竹、苗分治，竹東鎮隸屬不變。

## 交通
縣道122號又稱「南清公路」，是南寮至五峰土場的道路，大致以縱向蜿蜒經過員崠子地區東部，向北可前往竹東市區、國道1號新竹交流道、新竹市、南寮等地，向南可前往上坪、五峰、土場等地。
鄉道竹39-1線是下大湖至員子的道路，其東側端點位於本地區東部縣道122號路口，由此向西偏南轉西可前往下大湖連結鄉道竹39線本線，續行竹39線可前往北埔市區。

## 學校
- 東泰高中
- 員東國中
- 員崠國小